# Hana Basic
Hana Basic (* 22. Januar 1996 in Melbourne) ist eine australische Leichtathletin, die sich auf den Sprint spezialisiert hat.

## Sportliche Laufbahn
Erste Erfahrungen bei internationalen Meisterschaften sammelte Hana Basic im Jahr 2014, als sie bei den Juniorenweltmeisterschaften in Eugene mit 11,96 s in der ersten Runde im 100-Meter-Lauf ausschied und mit der australischen 4-mal-100-Meter-Staffel mit 45,54 s im Vorlauf ausschied. 2021 siegte sie in 11,48 s beim Canberra Track Classic und qualifizierte sich über die Weltrangliste über 100 m für die Olympischen Sommerspiele in Tokio und schied dort mit 11,32 s in der Vorrunde aus. 
2021 wurde Basic australische Meisterin im 100-Meter-Lauf. Sie ist Studentin an der Deakin University.

## Persönliche Bestzeiten
- 100 Meter: 11,16 s (+1,8 m/s), 10. Juli 2021 in Bulle
- 200 Meter: 24,52 s (+1,8 m/s), 12. März 2013 in Perth